# Hurufismo
L'Hurufismo (in arabo ﺣﺮﻭﻓﻴـة‎?, Ḥurūfiyya) è una teoria gnostico-cabbalistica fatta propria da un'aliquota minoritaria del Sufismo, collegata secondo alcuni studiosi come Richard N. Frye nel suo contributo sulla Cambridge History of Iran, all'Ismailismo esoterico. La dottrina fu fondata dall'iranico Fażlu l-Lāh Astar-Ābādī (Nāimī), nato nel 1339 nel Khorasan, nella città di Esterabad, vicino al Mar Caspio. Egli sosteneva che i volti degli uomini non sarebbero che lettere, così come il mondo intero un nido di segni da decifrare. La sua dottrina si diffuse in Persia, Anatolia, e nell'odierno Azerbaigian tra la fine del XIV secolo e gli inizi del XV.
Secondo un altro pensatore hurufista, Fażlu l-Lāh (in persiano فضل‌الله استرآبادی‎, Fażlullāh Tabrīzī Astarābādī), detto al-Ḥurūfī - la chiave per capire il Corano, è un sistema cabbalistico di lettere (in arabo ﺣﺮﻭﻑ‎?, ḥurūf) esposto dagli ultimi seguaci del movimento nei libri del Hidayat-nāma, del Jawidan e del Mahram-nāma. Egli stesso sosteneva come l'universo fosse eterno e si muovesse ruotando circolarmente, e considerava che il volto di Allah fosse imperituro e si manifesti nell'essere umano, che per questo motivo è considerato la migliore delle forme (ẓuhūr kibriyya). Inoltre, propone che Dio sia incarnato in ogni atomo esistente. 
I sostenitori dell'hurufismo considerano Fażlu l-Lāh una manifestazione della potenza divina, in maniera simile ad Adamo (Adam), Mosè (Mūsā) e Maometto (Muhammad): per questo motivo, la dottrina hurufista è considerata eretica dal sunnismo. I seguaci sostengono inoltre che Allah si incarni sia nelle 28 lettere dell'alfabeto arabo, che nelle 32 di quello persiano, considerate come la base dell'amore e della bellezza nel mondo creato. Considerano inoltre il sette come numero-chiave, perchè corrispondente alla parti nobili del volto, i versetti della Sūrat al-Fātiḥa, e della testimonianza orale di fede. L'uomo è, quindi, la copia suprema del divino e la chiave per la Ḥaqīqa (Verità trascendente).